# Йоффе Ірина Львівна
Ірина Львівна Йоффе (псевдонім — Львова І.; 16 березня 1915 року, Катеринослав, — 18 жовтня 1989 рік, Москва) — радянська японістка, критик, літературознавиця, перекладачка.

## Біографія
Народилася в Катеринославі в сім'ї інженера; племінниця радянського фізика Абрама Федоровича Йоффе. З кінця 1920-х років жила в Ленінграді, де закінчила школу. Навчалася в Ленінградському інституті філософії, лінгвістики та історії (ЛІФЛІ), після його розформування-на філологічному факультеті Ленінградського Державного Університету. Учениця Миколи Йосиповича Конрада.
Будучи студенткою 5-го курсу, 11 березня 1938 в період антисемітської кампанії заарештована управлінням народного комісаріату внутрішніх справ по Ленінградській області (УНКВС ЛО); звинувачена за статтею 58-1а Кримінального кодексу РРФСР (за версією слідства, була агентом іноземної розвідки, займалася шпигунством). За розповідями, реальною причиною арешту були її слова в студентській аудиторії про те, що Микола Олександрович Невський не міг бути шпигуном. За іншою версією, причиною з'явився донос однокурсника (арабіста Ревнова) про те, що студентки І. Йоффе і Є. Пінус ходять для додаткових занять в гуртожиток до викладача-японця. Постановою Особливої наради (ВЗГ) при НКВС СРСР від 8 травня 1938 року засуджена до 10 років виправно-трудового табору. В результаті клопотань (насамперед з боку її дядька, фізика А. Ф. Йоффе) 18 червня 1941 року рішення ВЗГ було скасовано. Звільнена з Севвостлага (Далекосхідний край, бухта Нагаєво, радгосп Ельген) тільки 23 січня 1942 року.
У 1944 році закінчила Московський інститут сходознавства, у 1949 році отримала ступінь кандидата філологічних наук. У 1946—1956 роках викладала і завідувала кафедрою літературознавства в Військовому інституті іноземних мов. З 1950 року-консультант іноземної комісії зборів постанов (ЗП) уряду СРСР. З 1958 року-член Спілки письменників СРСР. З 1960 року — викладач Інституту східних мов при МДУ. У 1988 році нагороджена Орденом вранішнього сонця із золотими променями, урядовою нагородою Японії за заслуги в галузі вивчення і пропаганди японської літератури в СРСР; перша з радянських перекладачів, відзначена почесною нагородою Японії.
Учні — японісти Олександр Долін Ірина Мотобривцева, Тетяна Соколова-Делюсіна та інші.
Чоловік: японіст Наум Павлович Капул (02.12.1912-04.05.1988), науковий співробітник Інституту країн Азії АН СРСР.
У 1960 — і-1980-ті роки разом з н. М. Капулом жила в ЖБК «радянський письменник» (Д. № 25 по Червоноармійській вулиці).

## Переклади
- Токунага С. Тихие горы: Роман. М., 1952.
- Японская реакционная литература на службе американского империализма // ИАН СССР. Сер. лит-ры и языка. 1952. Т. 11, вып. 3. С. 252—263.
- Прогрессивная японская литература в борьбе за мир // Там же. 1953. Т. 12, вып. 5. С. 439—456.
- Такакура Т. Воды Хаконэ: Роман. М., 1954.
- Поэтическое богатство японского народа // ИЛ. 1955. № 2. С. 211—214.
- Журавлиные перья: Пьеса в одном действии // Театр. 1955. № 12. С. 3-16 (совм. с В. Марковой).
- Кобаяси Т. Жизнь для партии: Повесть. М., 1957.
- Токутоми Р. Куросиво: Роман. М., 1957.
- Киносита Д. Успение лягушки: Пьеса. М., 1958.
- Хаяси Ф. Поздние хризантемы // Восточный альманах. Вып. 2. М., 1958. С. 371—387.
- Мондзааэмон Т. Драмы. М., 1963 (сост., вст. ст.; совм. с В. Марковой).
- Гомикава Д. Условия человеческого существования: Роман. М., 1964.
- Исикава Т. Тростник под ветром: Роман. М., 1970.
- Кин Д. Японцы открывают Европу: Очерки. М., 1972.
- Охара Т. Её звали О-Эн: Повесть. М., 1973.
- Ихара С. Рассказы из всех провинций. М., 1974.
- Нидзё. Неоконченная повесть. М., 1982.
- Повесть о доме Тайра: Эпос XIII в. М., 1982.